# كيم دوتسون
كيم دوتسون (بالإنجليزية: Kim Dotson)‏ هي لاعبة تايكوندو أمريكية، ولدت في 15 أبريل 1963.

## وصلات خارجية
- كيم دوتسون على موقع TaekwondoData.com (الإنجليزية)
- كيم دوتسون على موقع أوليمبيديا (الإنجليزية)